# スパイクタイヤ条例
スパイクタイヤ条例（スパイクタイヤじょうれい）とはスパイクタイヤについての規制を定めた地方自治体の条例。

## 概要
スパイクタイヤによって舗装路で使用した場合の路面へのダメージやアスファルトを削る事で発生する粉塵などが表面化したため、各地方自治体が条例を制定するなど対策に出た。自治体条例ではスパイクタイヤ粉じんの発生の防止に関する施策を制定し、事業者はスパイクタイヤの自動車を事業に使用しないことの努力規定やタイヤ販売業者へのスパイクタイヤ販売自粛規定が定められた。
1991年に国がスパイクタイヤ粉じん防止法を制定する前に、1985年に宮城県が「スパイクタイヤ対策条例」を制定したのをきっかけに、1987年に札幌市で「札幌の街を車粉から守るためスパイクタイヤの使用を規制する条例」が、1989年に北海道で「北海道脱スパイクタイヤ推進条例」がそれぞれ制定された。

## 関連書籍
- 田中聖、後藤泰一、山本哲士『市民生活と法―急激な社会変動の諸例を通じて』第一法規出版、1989年。ISBN 9784474021365。